# Pieve a Nievole
Pieve a Nievole (Aussprache ['piɛ:ve a nniɛ:vole]) ist eine italienische Gemeinde mit 9123 Einwohnern (Stand 31. Dezember 2023) in der Provinz Pistoia der Region Toskana. 
Die Nachbargemeinden sind Monsummano Terme, Montecatini Terme, Ponte Buggianese und Serravalle Pistoiese.